# Lasmeniella cocoës
Lasmeniella cocoës är en svampart som först beskrevs av Henn., och fick sitt nu gällande namn av Petr. & Syd. 1927. Lasmeniella cocoës ingår i släktet Lasmeniella, divisionen sporsäcksvampar och riket svampar.   Inga underarter finns listade i Catalogue of Life.